# Европейская партия Украины
Европе́йская па́ртия Украи́ны (ЕПУ) — украинская политическая партия, зарегистрированная Министерством юстиции 3 августа 2006 года, выступает за социальный либерализм, а именно государство должно поддерживать гармоничные общественные отношения: создавать надлежащие условия для свободной конкуренции, не допускать образования рыночных монополий и защищать более слабые слои населения. Выступают за реформы, которые повысят социальные стандарты жизни украинцев до европейского уровня. Поддержка интеграции Украины в Европейский Союз. Изначально партию возглавлял Николай Москаленко, с декабря 2006 — Николай Катеринчук. На август 2013 партия насчитывала более 5000 членов.

## История партии

### Основание
Европейская партия Украины зарегистрирована 3 августа 2006 года. В руководящие органы ЕПУ вошли люди, приближённые к Николаю Катеринчуку. Руководителем партии избран Николай Москаленко, его заместителем стал Виктор Завальный (оба помощники депутата Катеринчука), председателем контрольно-ревизионной комиссии ЕПУ — Виктория Петличко, секретарь Катеринчука. Позднее Катеринчук был вынужден в связи со скандалом покинуть НСНУ. В сентябре 2007 года Николай Катеринчук избран лидером политсилы.
В августе 2007 Европейская партия Украины зарегистрировала свою символику. Флаг и опознавательный знак партии представляют собой прямоугольник синего цвета, на котором изображён овал из 9 звёзд жёлтого цвета, в который с правой стороны вписывается название — «Европейская партия Украины».

### Парламентские выборы 2007 года
Европейская партия Украины вошла в единый «мегаблок» национал-демократических сил Украины «Наша Украина — Народная самооборона» (НУ-НС) для совместного участия в досрочных парламентских выборах 2007 года. По итогам выборов блок «Наша Украина — Народная самооборона» занял третье место, получив 14,15 % (72 места в парламенте). Николай Катеринчук (№5 в списке кандидатов НУ-НС) был избран депутатом Верховной рады, единственным от Европейской партии Украины.

### Досрочные выборы Киевского городского головы и Киевского городского совета 2008 года
Европейская партия Украины и партия «Европейская платформа» сформировали избирательный блок «Блок Николая Катеринчука» для совместного участия на выборах 25 мая 2008 года. Кандидатом на городского голову Киева стал лидер Европейской партии Украины Николай Катеринчук. Блок Николая Катеринчука получил поддержку 3,47% избирателей и 5 мандатов (из 120) в Киевском городском совете. Николай Катеринчук получил 4,43% голосов и занял 5 место на выборах городского головы Киева.

### Президентские и региональные выборы 2010 года
На президентских выборах 2010 года Европейская партия Украины поддержала кандидатуру Юлии Тимошенко.
На местных выборах 2010 года Европейская партия Украины в целом по стране получила около 2 % голосов избирателей на выборах в местные органы власти. Европейская партия принимала участие в выборах в семнадцати областях и получила 140 депутатских мандатов в советы разных уровней. Наибольшее количество депутатских мандатов представители от Европейской партии Украины получили в Ивано-Франковской (27), Львовской (45) и Сумской (36) областях. Партия получила 1 мандат на выборах в Киевский областной совет по одномандатному округу.

### Парламентские выборы 2012 года
На парламентских выборах в октябре 2012 Европейская партия Украины выдвинула своих кандидатов в одномандатных мажоритарных округах в Винницкой, Волынской, Донецкой, Ивано-Франковской, Полтавской, Сумской областях. Список кандидатов в депутаты в многомандатном округе Европейская партия Украины не подавала. Победу одержал лидер партии Николай Катеринчук по мажоритарному округу № 13 (Калиновский, Хмельницкий, Казатинский районы, Винницкая область), получив 64,34 % голосов.

### Местные выборы 2013 года
В Горловский городской совет по мажоритарному округу № 21 (посёлок шахты им. Румянцева и часть жилого массива «Солнечный») прошла кандидат от Европейской партии Украины Ирина Коржукова. С результатом в 42,8 % она оставила далеко позади себя выдвиженца от Партии Регионов Владимира Друковського (23,8 %) и коммуниста Олега Афоничкин (11,74 %).

### Досрочные выборы Киевского городского головы и Киевского городского совета 2014 года
Выборы городского головы Киева и депутатов Киеврады назначены на 25 мая 2014 года. Лидер партии Николай Катеринчук начал предвыборную кампанию на пост городского головы Киева, имея значительную поддержку киевлян.

## Структура партии

### Лидер партии
Глава Европейской партии Украины Николай Катеринчук — народный депутат Украины VI, V, VI и VII созывов, кандидат юридических наук, перед большой политикой работал в сфере юриспруденции. В 2004-м защищал в Верховном Суде Украины интересы кандидата в Президенты Украины Виктора Ющенко.

### Руководящие органы
- Съезд партии (созывается не реже одного раза в два года, определяет стратегию партии, выбирает лидера).
- Совет партии (проводится раз в один-два месяца).
- Центральный исполнительный комитет партии (осуществляет организационное, информационное, аналитическое и ресурсное обеспечение деятельности партии, практическое обеспечение выполнения решений центральных руководящих органов партии, распоряжений и поручений главы партии).
- Конференции организаций партии и исполнительные комитеты на уровнях первичных ячеек, сельских, поселковых, городских организаций партии.

Февраль 2012 — Центральный исполнительный комитет возглавил Виталий Щербенко.
По состоянию на август 2013 Европейская партия Украины имеет региональные организации в 20 областях Украины, АРК и г. Киеве (Винницкой, Волынской, Днепропетровской, Донецкой, Закарпатской, Запорожской, Ивано-Франковской, Киевской, Кировоградской, Луганской, Львовской, Николаевской, Одесской, Полтавской, Сумской, Харьковской, Херсонской, Хмельницкой, Черкасской, Черниговской).

## Идеология партии
Партия придерживается основных принципов социал-либерализма (социального либерализма), при котором государство вмешивается в экономические процессы с целью борьбы с монополизмом и поддержкой конкурентной рыночной среды. Общество должно иметь законные основания в случае, если прибыль не соответствует вкладу человека в общее благо, изъять часть этого дохода с помощью налогов и перераспределить его на социальные нужды. Улучшение условий жизни беднейших слоев общества будет способствовать росту внутреннего рынка и экономическому росту.

### Цель и приоритетные направления деятельности
- интеграция Украины в европейское пространство как единой территории без внутренних границ и барьеров со свободным движением рабочих и финансовых ресурсов;
- приближение уровня жизни украинцев к европейским стандартам путём проведения системных реформ;
- поддержка Европейского Союза как института, основанного на фундаментальных либеральных принципах свободы, демократии, верховенства права;
- защита окружающей среды и применение альтернативных источников энергетики;
- проведение образовательных акций и законодательных инициатив, направленных на предотвращение гендерной дискриминации;
- организация образовательных мероприятий для молодёжи с целью ознакомления с историей создания и основами деятельности институтов Европейского Союза, с идеями ведущих либеральных идеологов и мыслителей, а также с особенностями европейской интеграции Украины.

### Европейский вектор деятельности
1. Содействие подписанию Соглашения об ассоциации между Украиной и ЕС.
2. Достижение упрощения визового режима для граждан Украины со странами ЕС.
3. Содействие евроинтеграции Украины.
4. Адаптация европейского опыта в различных сферах общественно-политической жизни на Украине.

## Молодёжное Европейское Движение
Всеукраинская молодёжная общественная организация «Молодёжное Европейское Движение» является молодёжным крылом Европейской партии Украины, которое было создано в 2009 году. Молодёжный Европейский Рух имеет представительства в 19 областях Украины и его целью является формирование молодой силы Украины, для которой приоритетны права и свободы человека, демократические и либеральные принципы, европейский вектор развития Украины.

## Международное сотрудничество
Европейская партия Украины с мая 2013 стала полноправным членом (с правом голоса) партии Альянс либералов и демократов за Европу (Alliance of Liberals and Democrats for Europe) — объединение либеральных политических партий Европы, которое включает 50 партий из разных стран.